# Aull
Aull település Németországban, Rajna-vidék-Pfalz tartományban. Lakosainak száma 402 fő (2023. december 31.).

## Népesség
A település népességének változása:
| Lakosok száma | 388  | 426  | 403  | 412  | 413  | 416  | 402  |
|               | 1975 | 2015 | 2017 | 2019 | 2021 | 2022 | 2023 |